# Rzęsna (przystanek kolejowy)
Rzęsna (ukr. Рясна, ros. Рясна) – przystanek kolejowy na Rzęsnej Polskiej, we Lwowie, w obwodzie lwowskim, na Ukrainie.
Istniał przed II wojną światową.